# Vicente Encarnacion
Vicente Encarnacion Singson (Vigan, 5 augustus 1875 - 27 mei 1961) was een Filipijns politicus en topman. Encarnacion was van 1915 tot 1922 lid van de Senaat van de Filipijnen. 

## Biografie
Vicente Encarnacion werd geboren op 5 augustus 1875 in Vigan een stad in de Filipijnse provincie Ilocos Sur. 
In september 1901 werd Encarnacion benoemd tot aanklager (fiscal) van de provincie Ilocos Sur. Later kwam daar de provincie Abra bij. In 19071 diende hij zijn ontslag in. Dat jaar werd hij voor de Progesista Party namens het 1e kiesdistrict van Ilocos Sur gekozen in het Filipijns Huis van Afgevaardigden. Een jaar later werd hij door zijn partijgenoten gekozen tot president van de Progesista Party. In 1909 en 1911 werd hij herkozen, waardoor zijn termijn het het Huis duurde tot 1913. Op 30 oktober van dat jaar werd Encarnacion benoemd tot lid van de Philippine Commission.
In 1916 werd Encarnacion namens het 1e senaatsdistrict gekozen in de Senaat van de Filipijnen. Omdat hij het meeste stemmen in het district behaalde won hij een termijn van zes jaar in de Senaat tot 1922. Enacarnacion werd in de Senaat gekozen namens de Progresista Party en was daarmee de enige senator die geen lid was van de Nacionalista Party in zijn periode in de Senaat.
Na zijn periode in de Senaat was hij gedurende tien jaar slechts actief in het Filipijnse bedrijfsleven. Hij bekleedde topfuncties in het verzekeringswezen, de bankenwereld en was ook actief in onroerend goed. Van april 1933 tot juli 1934 was hij minister van landbouw en tegelijkertijd ook minister van financiën.
Encarnacion overleed in 1961 op 85-jarige leeftijd. Hij was getrouwd met Cecila Diaz Conde en kreeg met haar acht kinderen.